# Parti libertarien de l'Ontario
Pour les articles homonymes, voir Parti libertarien.
Le Parti libertarien de l'Ontario (en anglais, Ontario Libertarian Party) est un parti politique provincial de l'Ontario, fondé en 1975. Il n'a jamais remporté de siège à l'Assemblée législative de l'Ontario.
Le parti est associé avec son équivalent fédéral, le Parti libertarien du Canada.

## Résultats électoraux
À l'élection générale de 2014, le parti présente 74 candidats, un record de candidats pour le parti, battu en 2018.
| Élection | # de candidats | # de sièges remportés | # de votes | % du vote populaire | Rang |
| -------- | -------------- | --------------------- | ---------- | ------------------- | ---- |
| 1975     | 17             | 0                     | 4,752      |                     |      |
| 1977     | 31             | 0                     | 9,961      |                     | 5ème |
| 1981     | 12             | 0                     | 7,087      |                     | 5ème |
| 1985     | 17             | 0                     | 12,831     | 0.4%                | 4ème |
| 1987     | 25             | 0                     | 13,514     | 0.36%               | 5ème |
| 1990     | 45             | 0                     | 24,613     | 0.61%               | 7ème |
| 1995     | 18             | 0                     | 6,085      | 0.2%                | 7ème |
| 1999     | 7              | 0                     | 2,337      | 0.05%               | 8ème |
| 2003     | 5              | 0                     | 1,991      | 0.04%               | 8ème |
| 2007     | 25             | 0                     | 9,249      | 0.21%               | 6ème |
| 2011     | 51             | 0                     | 19,387     | 0.45%               | 5ème |
| 2014     | 74             | 0                     | 38,956     | 0.81%               | 5ème |
| 2018     | 117            | 0                     | 42,822     | 0.74%               | 5ème |

## Chefs du parti
- Terry Coughlin
- Paul Mollon
- Scott Bell
- Kaye Sargent
- James Stock
- John Shadbolt
- George Dance (par intérim du 9 juin 1995 à octobre 1996)
- Sam Apelbaum (octobre 1996 – 5 novembre 2011)
- Allen Small (5 novembre 2011 – 20 juillet 2018)
- Rob Ferguson (par intérim, du 21 juillet 2018 au 2 novembre 2019)
- Keith Komar (2 novembre 2019 - 7 mars 2021)
- Jacques Boudreau (par intérim depuis le 7 mars 2021)